# 鄭義信
鄭 義信（チョン・ウィシン/てい よしのぶ、정의신、1957年7月11日 - ）は、劇作家、脚本家、演出家。兵庫県姫路市出身。韓国籍。

## 略歴
戦後、不法居住者が多く集まっていた姫路城の敷地内で生まれる。鄭の一家は現地で石垣を壊し、庭にするなどしていたという。姫路市立飾磨高等学校を経て同志社大学文学部中退後、横浜放送映画専門学院（現・日本映画大学）美術科卒業。松竹で美術助手を務めた後、1987年劇団「新宿梁山泊」を旗揚げ、座付き作家となる。1994年、『ザ・寺山』で岸田國士戯曲賞受賞。1995年新宿梁山泊退団。邦画の脚本を担当するようになる。俳優として活動することもある。
2007年、新宿梁山泊が『それからの夏』を上演しようとし、鄭は自身の著作権を主張してこれを差し止めたが、金守珍を代表とする新宿梁山泊は、この戯曲が劇団の共同制作であることを主張し、自主上演権を求めて提訴した。

## 受賞歴
- 『月はどっちに出ている』
  - 第67回（1993年度）キネマ旬報ベスト・テン脚本賞
  - 第48回（1993年度）毎日映画コンクール脚本賞
- 『ザ・寺山』
  - 第38回（1994年度）岸田國士戯曲賞
- 『愛を乞うひと』
  - 第22回日本アカデミー 最優秀脚本賞[5]
  - 第72回（1998年度）キネマ旬報ベスト・テン脚本賞
- 『血と骨』
  - 第78回（2004年度）キネマ旬報ベスト・テン脚本賞
- 『焼肉ドラゴン』
  - 第12回（2008年度）鶴屋南北戯曲賞
  - 2009年（第59回）芸術選奨文部科学大臣賞
- 紫綬褒章（2014年）[6]

## 脚本作品

### 舞台
- 椿組『キネマの大地－さよならなんて、僕は言わない－』（2025年）
- パルコ・プロデュース2022『てなもんや三文オペラ』（2022年）
- 劇団ヒトハダ 旗揚げ公演『僕は歌う、青空とコーラと君のために』（2022年）
- オペラシアターこんにゃく座『さよなら、ドン・キホーテ！』(2021年)
- シアターコクーン『泣くロミオと怒るジュリエット』(2020年)
- 新国立劇場『赤道の下のマクベス』(2018年)
- 東京芸術劇場『密やかな結晶』（2018年）
- 大阪新歌舞伎座『GS近松商店』（2015年）
- 椿組『贋作幕末太陽傳』（2015年）
- 東京グローブ座『カラフト伯父さん』（2015年）
- 文学座『大空の虹を見ると私の心は躍る』（2013年）
- 新橋演舞場『さらば八月の大地』（2013年）
- 新国立劇場『アジア温泉』（2013年）
- アトリエ・ダンカンプロデュース『しゃばけ』（2013年）
- 日韓合作舞台『ぼくに炎の戦車を』（2012年）
- 新国立劇場『パーマ屋スミレ』（2012年）
- 勝田演劇事務所×海のサーカス『バケレッタ』（2009年）
- アトリエ・ダンカンプロデュース『鴨川ホルモー』（2009年）
- オペラシアターこんにゃく座『ネズミの涙』（2009年）
- 演劇集団 円『孤独から一番遠い場所』（2008年）
- 小宮孝泰一人芝居『線路は続くよどこまでも』（2008年）
- 新国立劇場『焼肉ドラゴン』（2008年）
- 新国立劇場『たとえば野に咲く花のように－アンドロマケ－』（2007年）
- 椿組『なつのしま、はるのうた』（2007年）
- 椿組『GS近松商店』（2006年）
- トム・プロジェクト『カラフト伯父さん』（2005年、2007年）
- 椿組『20世紀少年少女唱歌集』（2003年）
- オペラシアターこんにゃく座『まげもん-MAGAIMON』（2002年）
- 海のサーカス『杏仁豆腐のココロ』（2000年）
- オペラシアターこんにゃく座『ロはロボットのロ』（1999年）
- 新宿梁山泊『青き美しきアジア』（1994年）
- 新宿梁山泊『それからの夏』（1993年）
- 流山児★事務所『ザ・寺山』（1993年）
- 新宿梁山泊『愛しのメディア』（1992年）
- 新宿梁山泊『映像都市（チネチッタ）』（1990年、1991年）
- 新宿梁山泊『人魚伝説』（1990年、1995年）
- 新宿梁山泊『千年の孤独』（1988年、1989年、1999年）
- 新宿梁山泊『カルメン夜想曲』（1987年）

### 映画
- 月はどっちに出ている（1993年）
- 平成無責任一家 東京デラックス（1995年）
- 岸和田少年愚連隊（1996年）
- 愛を乞うひと（1998年）
- 犬、走る DOG RACE（1998年）
- 刑務所の中（2000年）
- OUT（2002年）
- お父さんのバックドロップ（2004年）
- レディ・ジョーカー（2004年）
- 血と骨（2004年）
- 信さん・炭坑町のセレナーデ（2010年）

### テレビ
- 世にも奇妙な物語－青い鳥（1992年）
- またも辞めたか亭主殿〜幕末の名奉行・小栗上野介〜（NHK・2003年）
- すみれの花咲く頃（NHK・2007年）
- 最後の戦犯（NHK・2008年）
- HTBスペシャルドラマ（北海道テレビ放送）
  - 六月のさくら（2004年）
  - うみのほたる（2005年）
  - 歓喜の歌（2008年）

## 著書
- 『千年の孤独/愛しのメディア』（ペヨトル工房 1989年）
- 『明日、ジェルソミーナと/カルメン夜想曲』（ペヨトル工房 1994年）
- 『ザ・寺山』（白水社 1994年）
- 『アンドレアスの帽子 舞台のある風景』（丸善ブックス 1995年）
- 『冬のサボテン』（新水社 1997年）
- 『たとえば野に咲く花のように/焼肉ドラゴン/パーマ屋スミレ 鄭義信戯曲集』リトルモア 2013
- 『焼肉ドラゴン』（2018年、角川文庫）

## 出演作品

### 映画
- 月はどっちに出ている（1993年） - 大野治 役
- N。45（1994年） - ジャンク屋 役
- ユメノ銀河（1997年） - 恵比寿 役
- 五条霊戦記 GOJOE（2000年） - 少進坊 役
- クロエ（2001年） - 教師 役

### テレビ
- 課外授業 ようこそ先輩 「生まれた日の物語〜劇作家・演出家 鄭義信〜」（NHK・2009年）